# Irina Bulmaga
Irina Bulmaga (* 11. November 1993 in Chișinău) ist eine moldauisch-rumänische Schachspielerin, die seit 2009 für den Schachverband Rumäniens spielt. Seit 2013 trägt sie den Titel Internationaler Meister im Schach.

## Karriere
Bereits in jungen Jahren war Bulmaga erfolgreich und gewann neben zahlreichen moldauischen Jugendmeisterschaften in den Jahren 2005, 2006 und 2007 auch die World School Chess Championships. Die nationale Meisterschaft der Frauen in der Republik Moldau gewann sie 2008 und 2009.
Den Titel als Internationaler Meister der Frauen erhielt Bulmaga 2008, nachdem sie 2005 bereits FIDE-Meister der Frauen wurde. Zum Großmeister der Frauen wurde sie schließlich im September 2012 von der FIDE ernannt; der Titel Internationaler Meister folgte im Oktober 2013.
Bei den Schacholympiaden wurde sie erstmals 2008 in Dresden für das moldauische Team aufgestellt und absolvierte alle Partien am vierten Brett. Seit 2009 spielt sie für den rumänischen Schachverband und wurde entsprechend auch bei der Olympiade in Chanty-Mansijsk 2010 zunächst bei vier Partien als Reservebrett eingesetzt. Bei den Olympiaden Istanbul 2012, Tromsø 2014 und Baku 2016 gehörte sie zum Stammpersonal des rumänischen Teams; 2018 in Batumi war sie schließlich an Brett 1 für Rumänien gesetzt, wie auch anschließend in Chennai 2022 und Budapest 2024.
Bei der Schach-Europameisterschaft der Frauen 2025 in Rhodos erreichte sie den zweiten Platz.
Ihre bisher höchste Elo-Zahl von 2453 erreichte Bulmaga im Februar 2020. In der FIDE-Weltrangliste, die in diesem Monat herausgegeben wurde, belegte sie den 29. Rang unter den Frauen, was ebenfalls ihren besten Stand bedeutete. Diese Platzierung erreichte sie im Januar 2021 erneut.

## Verein
Im deutschen Vereinsschach ist Bulmaga seit 2018 für den SK Schwäbisch Hall in der Frauen-Schachbundesliga aktiv. Zudem absolvierte sie in der Saison 2024/25 Partien für die SVG Eppstein in der Oberliga Südwest. Darüber hinaus war sie auch für diverse Vereine bereits in den belgischen, britischen, französischen, polnischen und spanischen Ligen vertreten.